# 한국장애인재단
한국장애인재단은 국내 장애인 전문 민간공익재단법인이다.
40년간 장애인 무료법률상담 및 법률구조사업 활동을 한 송영욱 변호사를 비롯한 장애인, 장애인 단체들의 참여, 정부의 정책, 장애인복지기금의 기부가 결합되어 2004년 3월에 설립되었다.
한국장애인재단은 매년 "장애인복지기금전달식"을 진행하며, 신청사업, 기획사업, 기타사업 등 공개모집을 통해 매년 12가지 장애인관련사업을 지원하고 있다.
2005년에는 설립5주년 행사를 진행하였으며 개그우먼 안영미, 아나운서 이재용, 배우 권해효씨 등을 홍보대사로 위촉했다. 2010년에는 피겨선수 김연아가 장애인캠페인 라디오방송 출연료 전액을 기부했다.
2011년 4월에는 허브나눔캠페인을 계기로 배우 이하나씨가 장애인재단 홍보대사로 위촉되어 나눔활동에 함께하였다. 2012년에는 배우 조희봉씨가 홍보대사로 활동하였으며, 2013년에는 그룹 레드애플이 허브나눔캠페인을 함께하여 나눔을 알렸다. 2013년 연말 감사행사인 ‘문화나눔의 밤’에 배우 최다니엘씨가 함께하여 나눔의 의미를 알렸다.

## 연혁
2008년
- 4월 지원사업 교육 ‘사업의 달인-공문작성부터 최종보고서 제출까지’실시
- 6월 지원사업 현장교육 파트너십 강화 프로그램 ‘Win-Win'실시
- 9월 제4회 전국장애인단체활동가대회 지원

2009년
- 2월 84개 단체 선정지원
- 3월 지원사업교육 ‘사업, 그이상의 만족’실시
- 4월 재단설립 5주년 기념행사 ‘다섯손가락으로 그리는 스무살의 자화상’개최
- 6월 지원사업 현장교육 파트너십 강화프로그램 ‘Win-Win'실시
- 9월 제4회 전국장애인단체활동가대회 지원
- 11월 제21차 세계농아인연맹 아시아-태평양 농아인대회 지원

2010년
- 2월 71개 단체 선정지원
- 3월 지원사업교육 '사업탐구생활-지원사업 수행 안내편'실시
- 6월 전국장애인단체활동가대회
- 7월 허브메신저1기 발대식
- 8월 장애인차별금지법 관련 법률지원사업 신청접수 공고
- 8월 장애인권잡지 '세상을 여는 틈' 창간준비호 발간
- 10월 명사기부릴레이 '2010년 허브링캠페인'
- 11월 2010 페퍼민트 논문지원사업 논문 발표회
- 12월 기부자감사행사 '같은 꿈을 꾸다'
- 12월 허브메신저 2기 발대식

2011년
- 1월 페퍼민트 장애논문지원사업 5개 연구팀 선정 및 지원
- 2월 정기공모사업 62개 단체 선정지원
- 2월 허브메신저 2기 해단식
- 3월 지원사업 선정단체 교육 '사업의 자격-사업종료 전에 해야 할 101가지'실시
- 4월 연중기획사업 5개 단체 선정지원
- 4월 허브나눔캠페인 420시간 진행
- 4월 허브나눔서포터즈 발대식
- 5월 지원사업 선정단체 현장방문교육 파트너십 강화프로그램 'Win-Win' 실시
- 6월 2010 지원사업평가 우수단체 담당자 해외연수 실시(4개단체)
- 6월 장애인권잡지 '세상을 여는 틈' 1호 발간 및 배포
- 7월 연중기획사업 4개단체 추가선정지원
- 7월 허브메신저 3기 발대식
- 9월 전국장애인단체활동가대회 실시
- 9월 번역출판사업 번역서 선정: World Report on Disability 2011
- 9월 허브메신저 4기 해단식
- 10월 2011 Hub-Ring Campaign, Sharing You! 나눔릴레이
- 11월 2011 페퍼민트 논문지원사업 논문발표회
- 12월 2011같은꿈을 꾸다 Thanks Party
- 12월 허브메신저 4기 발대식

2012년
- 1월 페퍼민트 논문지원사업 5개 연구팀 선정지원
- 2월 정기공모사업 66개 단체 선정지원 , 허브메신저 4기 해단식
- 3월 지원사업 선정단체교육 집합교육 실시
- 4월 2012 허브나눔캠페인 개최
- 5월 특별기획사업 3개 단체선정 사업비 지원 (146,014,000원)
- 6월 제1기 번역출판위원회 구성, ‘세상을 여는 틈’ 3호 발간 및 배포
- 7월 2012 연중기획사업 5개 단체 선정지원 (253,400,000원)
- 8월 전국장애인단체활동가대회 실시, 허브메신저 5기 발대식
- 9월 재단 번역출판사업기획총서2 『장애 문화 정체성』 출간
- 10월 2012 Hub-Ring Campagin, Sharing You! 나눔릴레이, 2013 정기공모사업 공고
- 11월 2013 페퍼민트 논문지원사업 공고, 2012기부자감사행사 “같은꿈을 꾸다.” Thanks Party, 2012 페퍼민트 논문지원사업 논문발표회 및 보건복지부장관상 시상
- 12월 허브메신저 6기 발대식, 신한카드 장애인복지기금 전달

2013년
- 1월 2013 논문지원사업 5개 연구팀 선정
- 2월 정기공모사업 59개 단체선정 및 사업비 지원, 장애인식개선잡지『세상을 여는 틈』4호 발간, 배분위원 인선위원회 위촉
- 3월 이채필 제2대 이사장 취임, 지원사업 선정단체 교육 실시, 번역출판사업 기획총서3『장애인중심 사회서비스 정책과 실천』출간
- 4월 IBK기업은행 조준희 은행장 나눔기금 전달, 2012 지원사업 최종평가, 2013 특별기획사업 공고, 2013 허브나눔캠페일 진행, 나눔가게 약정식(리젠성형외과), 판타스틱 공연나눔“만원의 행복”진행, 코니 스튜디오 나눔전시회 진행
- 5월 특별기획사업 3개 단체선정 및 사업비 지원, 디오네 출판사『그리고 축구감독이 돌아왔다』도서출판 수익금 나눔 협약식, 코니스튜디오 나눔팝업스토어 진행
- 6월 신한카드 장애인복지기금 전달, 기아자동차 업무용차량 전달식, 번역출판사업 기획총서3 출판기념 세미나, 논문지원사업 중간평가
- 7월 정홍원 국무총리 나눔기금 전달, 2013 전국장애인단체활동가대회, 2012 지원사업 우수단체 시상(5개 단체), 허브메신저 7기 발대식, KB국민은행 간석동지점 나눔 전달식, 나눔가게 약정식(예당식품, 공자집, 서울의지, 보람정보통신서비스, 웹접근성인증평가원, 다솜발달장애인대안학교)
- 8월 장애인식개선잡지『세상을 여는 틈』5호 발간, 허브메신저 청계천 장통교 거리홍보, 2012 지원사업 우수단체 담당자 연수, 나눔가게 약정식(휴먼케어, 천안건강안마센터, 동광한의원, 에덴복지재단)
- 9월 제5회 삼일투명경영대상“종합 대상” 수상, 삼일회계법인 재능나눔사업(장애인단체 회계교육), 국민연금공단 직원사회공헌기금 전달실, 대아티아이(주)중증장애인 입욕리프트 전달식, 나눔가게 약정식(추모공원 하늘문)
- 10월 2014 정기공모사업 설명회 실시, 번역출판 기획총서3 저자(존 글라스비)간담회, 나눔가게 약정식(김영모과자점, 트루파인더), (주)JSVM SYSTEM 기부품 전달식
- 11월 제1기 고문 및 자문위원 위촉, 삼성화재손사 저소득 장애인 차량정비“드림카 프로젝트”협약, 삼일회계법인 장애인단체 회계교육 업무협약, “최승원의 스튜디오 1049 희망음악회”진행, 2013 논문지원사업 논문집 발간, 2014 논문지원사업 공고
- 12월 후지제록스 프린터스 프린터․복합기 전달식, 연말 감사행사“최다니엘과 함께하는 문화나눔의 밤”개최, 한국전기안전써비스(주)나눔기금 전달, 고려종합국제운송(주)나눔기금 전달, 2014 논문지원사업 서류심사, 2014 정기공모사업 심사

## 주요사업
한국장애인재단은 장애인 관련 정책 및 법제도개선 사업과 장애인과 장애인단체 활동가 역량강화 사업 ,국제교류와 해외연수사업, 장애인평생교육사업, 장애여성사업, 장애인자립사업 외 기타 장애인환경개선사업 등 다양한 장애인 나눔사업을 지원하고 있다.
또한 2009년 겨울호부터 세상을 여는 잡지 "틈"을 발간하고 있다.
2010년부터는 기금마련캠페인 중 하나인 “장애의 재해석” 장애논문지원사업을 진행 중이다.
2011년부터 장애논문연구의 결과를 발표하는 논문발표회가 매년 11월에 진행되고 있다.
2010년 연말부터(10월~12월) 매년 나눔릴레이인 허브링캠페인을 진행하며
2011년 4월에는 4월 20일 장애인의 날을 기념하며 420시간동안 허브나눔캠페인을 진행하였다.